# 桑山美術館
桑山美術館（くわやまびじゅつかん）は、愛知県名古屋市昭和区山中町にある私立美術館である。

## 概要
初代館長の桑山清一が収集した絵画や美術品を展示している。日本画や茶道具を中心に、日本洋画・現代陶芸など幅広く所蔵する。
展示室以外に、庭園や茶室、多目的ホールなどがある。茶室、多目的ホール、立礼席は有料で貸出を行っている。

## 所蔵品
- 和歌短冊 細川幽斎筆 - 桃山期
- 和歌短冊 古筆了佐筆 - 江戸時代前期
- 金海州浜茶碗 銘白梅 - 李氏朝鮮期
- 沢瀉蒔絵棗 - 江戸時代前期
- 黄伊羅保茶碗 銘立田 - 李氏朝鮮期
- 宋胡録柿香合 - 15世紀 タイ

## 画像

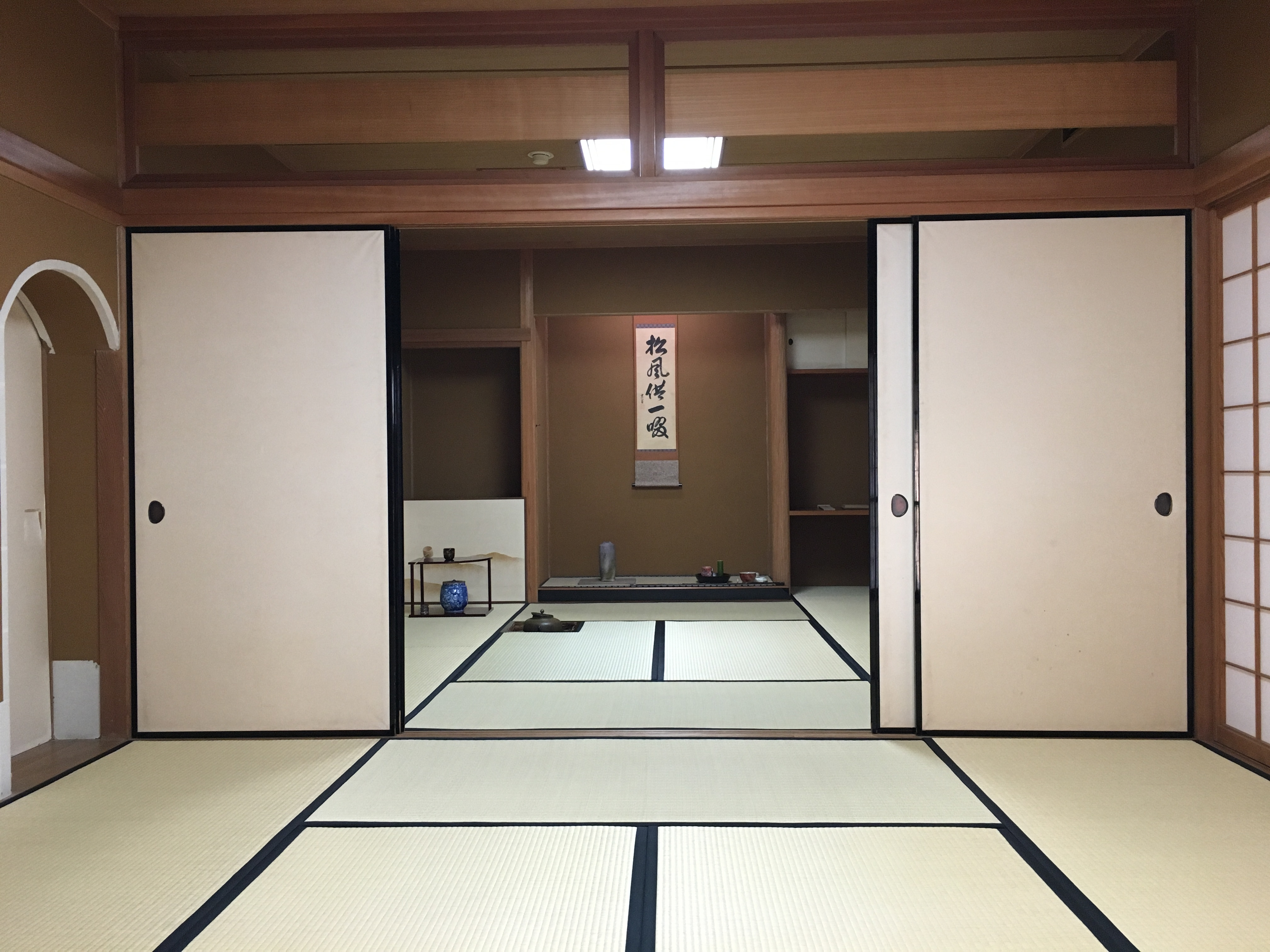
本館2階の茶室「望浪閣」
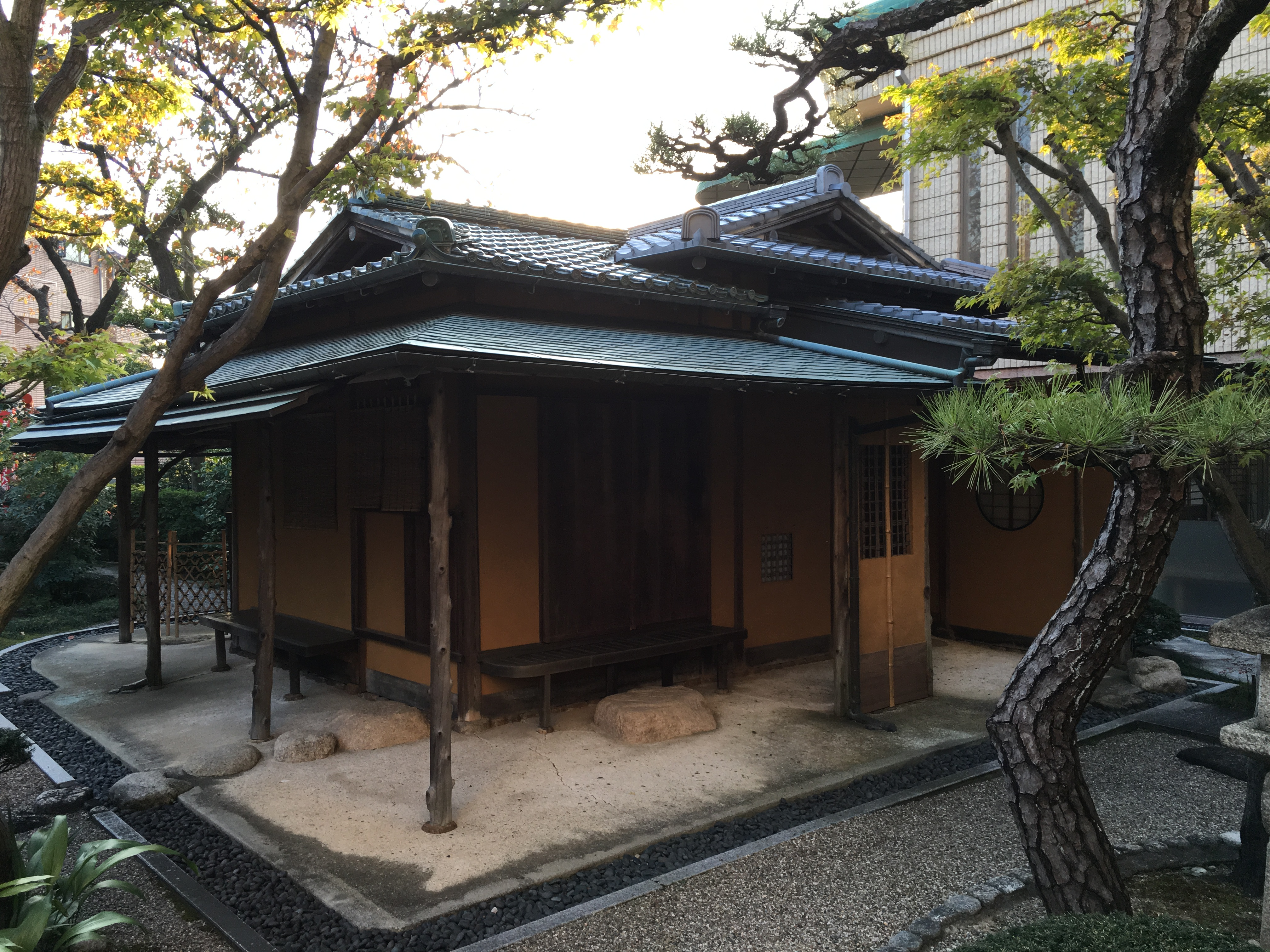
茶室「青山」

## 利用情報
学校の長期休暇期間（春・夏・冬休み）は休館となっている。
- 休館日：上記のほか、月曜日（月曜日が休日の場合はその翌日）、祝日の翌日など
- 開館時間：午前10時～午後4時
- 入館料：一般500円、中・高・大学生300円

## アクセス
- 名古屋市営地下鉄鶴舞線 川名駅2番出口より徒歩で約8分[2]。
- 名古屋市営バス「山中」バス停より徒歩で約3分[2]。

### 所蔵品
- 川合玉堂　嶋之春 （日本語） - 文化遺産オンライン
- 入江波光　若竹と子雀 （日本語） - 文化遺産オンライン
- 橋本関雪　月下狸之図 （日本語） - 文化遺産オンライン
- 竹内栖鳳　老松 （日本語） - 文化遺産オンライン
- 今村紫紅　雷神 （日本語） - 文化遺産オンライン
- 上村松園　春風 （日本語） - 文化遺産オンライン
- 上村松園　月下歌吟図 （日本語） - 文化遺産オンライン
- 下村観山　蜆子 （日本語） - 文化遺産オンライン
- 速水御舟　小春 （日本語） - 文化遺産オンライン
- 菱田春草　暁霧 （日本語） - 文化遺産オンライン